# Wilhelm Grebe (Politiker, 1779)
Johann Wilhelm Grebe (* 2. Dezember 1779 in Helmscheid; † 18. Januar 1840 in Vasbeck) war ein deutscher Landwirt und Abgeordneter.

## Leben
Grebes Vater Johann Friedrich (1735–1814) war Dorfrichter. Seine Mutter war Susanna Elisabeth, geb. Graf (1738–1811). Johann Wilhelm Grebe war bis 1832 Gutsbesitzer und Ökonom / Konduktor in Massenhausen, später Ökonom sowie Haus- und Hofeigentümer in Vasbeck. Er heiratete in erster Ehe 1806 Catharina Elisabeth Friederike Brümmer (1785–1815). Nach dem Tod seiner ersten Frau nahm er 1815 Maria Catharina Beck (1793–1847) zur Frau. Der gemeinsame Sohn Wilhelm Heinrich Bernhard Karl Grebe wurde ebenfalls Abgeordneter. 1816 wurde Johann Wilhelm Grebe Massenhäuser Kürgenosse. 1828 bis 1840 war er Landstand in Waldeck. Er erwarb sich große Verdienste bei der Dienst- und Zehntablösung zwischen 1830 und 1836. 